# Dragon’s Lair
Dragon’s Lair – komputerowa gra zręcznościowa wydana na nośniku Laserdisc przez Cinematronics 19 czerwca 1983 roku. Pomysłodawcą był Rick Dyer, a autorem grafiki Don Bluth – reżyser Tajemnicy IZBY (1982) i animator pracujący wcześniej w wytwórni Walta Disneya. Gra zyskała dużą popularność i rok później doczekała się kontynuacji pod tytułem Dragon’s Lair 2 wydanej jednak dopiero w 1990 roku.
Seria Dragon’s Lair opowiada o przygodach rycerza o imieniu Dirk The Daring przybywającego do zamku czarownika, w którym zły smok Singe przetrzymuje księżniczkę Daphne. Pomysł opierał się na stworzeniu interaktywnej kreskówki, którą gracz nie tylko ogląda, ale także bierze w niej udział wykonując określone czynności joystickiem (wychył w którąś ze stron lub wciśnięcie przycisku „fire”) w odpowiednim momencie. Wykonanie „akcji” nieprawidłowej lub w niewłaściwym momencie zawsze skutkuje przerwaniem odtwarzania „kreskówki” i odegraniem animacji, która daje jasno do zrozumienia, że gracz w tej próbie poległ i musi spróbować ponownie.

## Obsada głosowa
- Dan Molina – Dirk the Daring
- Vera Lanpher – księżniczka Daphne
- Dave Spafford – Król Jaszczurów
- Michael Rye – Narrator

## Konwersja
Dragon’s Lair doczekał się także adaptacji na komputery domowe. Za konwersję odpowiedzialna była brytyjska firma Software Projects i w latach 1986-1987 grę w wersji 8-bitowej wydała Amstrad CPC, ZX Spectrum i Commodore 64. W 1989 roku firma Bethesda Softworks wydała na PC niepełną wersję znaną z automatów, pod nazwą Dragon’s Lair: Escape from Singe’s Castle. Rok później kanadyjska firma ReadySoft wyprodukowała i wydała pełną 16-bitową na Amigę i Atari ST wersję oryginału. Autorzy dodali więcej funkcji, pozwalając ustalić liczbę żyć, które będzie miał gracz do dyspozycji (od 3 do 5), poziom trudności, który determinował czas trwania gry oraz istnienie ewentualnych podpowiedzi.

## Kontynuacja
W roku 1984 wykonano Dragon’s Lair 2. Księżniczka Daphne ponownie została porwana, lecz tym razem przez czarownika Mordroca, który chce się z nią ożenić. Dirk, korzystając z maszyny czasu, musi podążyć śladami czarownika i uratować ukochaną. Jednak mimo ukończonej animacji wersja na automaty nie została wydana z powodu problemów finansowych Bluth Group i Cinematronics, jak zapaści rynku gier wideo w poprzednim roku. Gra została wydana dopiero w 1991 roku na rynek domowy przez kanadyjskiego wydawcę ReadySoft. Obszerność materiału zmusiła ReadySoft do podzielenia konwersji na dwie części. Dragon’s Lair 2: Time Warp to pierwsza połówka oryginalnego Dragon’s Lair 2 wydana na komputery domowe w 1991 roku, podczas gdy drugą połówkę stanowi wydana w 1992 roku Dragon’s Lair 3: The Curse of the Mordread.